# Operação Artur
A Operação Artur ("Arthur") foi o plano alemão na Segunda Guerra Mundial para apoiar as actividades do I.R.A. na Irlanda do Norte e Irlanda em 1941. 
Artur foi também planejado em conjunto com a campanha de bombardeamento aéreo da Inglaterra pela Luftwaffe. No seguimento da ordem de congelar a Operação Seelöwe com a Operação Grün, Artur foi uma tentativa de manter os laços entre o I.R.A. e a Alemanha para futuras acções contra Inglaterra.
Em Julho de 1940, os agentes alemães Henry Obed, Herbert Tributh e Otto Dietergaertner alcançam a costa irlandesa em Skibereen, condado de Cork, num pequeno barco. Tinham sido treinados pelo Lehr Regiment Brandenburg, uma unidade especializada em sabotagem por detrás das linhas inimigas. O seu objectivo era fazer contacto com o I.R.A. e depois viajar até Inglaterra para destruir o Palácio de Buckingham usando explosivos de nitro-celulose. Apesar dos três homens terem sido presos pela polícia irlandesa antes de atingirem a Inglaterra, este caso expos aos serviços secretos ingleses (MI5) uma rede mais ampla de actividades de sabotagem em acção conjunta do I.R.A. e da Alemanha Nazi, a partir da Irlanda (neutra na segunda guerra mundial).
Em Agosto de 1940, uma campanha para atacar os interesses britânicos na Irlanda do Norte e na Irlanda foi concebida por Sean Russell, chefe do estado maior do I.R.A. e apresentada ao ministro alemão dos negócios estrangeiros Joachim von Ribbentrop e ao almirante Wilhelm Canaris, líder da Abwehr. Russell pediu explosivos, armas e equipamento de comunicação para que a campanha pudesse ter início em Novembro de 1940. Russell, que tinha fugido da Irlanda anteriormente para evitar a prisão, iria regressar num submarino U-65, ao porto de Smerwick, no condado de Kerry, tendo partido de Wilhelmshaven, na Alemanha a 8 de Agosto de 1940, sob o código Taube ("pomba"). Russell morreu a 14 de Agosto de 1940 antes de alcançar a Irlanda e o plano foi passado ao agente do I.R.A. Frank Ryan, que decidiu não retornar à Irlanda mas sim coordenar a campanha de bombardeamento a partir da Alemanha e organizar o plano Taube II.
Em Setembro de 1940, o porta-voz do I.R.A. Francis Stuart iniciou a transmissão de reportagens propagandísticas desde Berlim, apelando à libertação Irlandesa da Irlanda do Norte dos britânicos. O plano Artur sofreu um profundo golpe, no entanto, com o decreto de lei irlandês "Irish Emergency Powers Act" que resultou no aprisionamento de mais de 600 membros do I.R.A. e a captura do major Hermann Goertz, que tinha sido lançado de paraquedas na Irlanda em maio de 1940 para ajudar o I.R.A. com o plano Grün. Incapaz de montar uma campanha de bombardeamento efectiva, o I.R.A. concentrou-se na angariação e transmissão de informação.
Durante 1941, informações sobre a actividade de estaleiros e da aviação foram registadas por agentes do I.R.A. e enviadas ao oficial da SS Henning Thompson, baseado em Dublin e passado para a Abwehr. Durante uma campanha de bombardeamento que durou 4 semanas, começando em Abril de 1941, foram atingidos alvos em Belfast e Derry, resultando nos danos a estaleiros, campos de aviação, indústria e a morte de mais de 800 pessoas. 
Após a derrota alemã na Batalha de Stalinegrado em 1942, qualquer futura invasão das ilhas britânicas deixou de ser tomada como uma ameaça séria. Frank Ryan não teve grande influência na guerra a partir desta altura e morreu em Dresden em 1944.